# Új dalok (videó)
Új dalok a címe Cseh Tamás azonos című CD-jét bemutató műsorából készült videónak. A felvétel a Kamrában készült 1994-ben, a műsor utolsó előadásán.

## A DVD dalai
1. Illegalitásban
2. Sűrű a vérem
3. Gróf Széchenyi István pisztolyát porozza
4. Esetleg Edit
5. Paraszt
6. Kelet-Európa
7. Polka
8. Kádár keringő
9. Somlai Margit
10. Csönded vagyok
11. Ideálom
12. A jobbik részem
13. Meztelen ember

## Technikai információk
- Szöveg: Bereményi Géza
- Zene: Cseh Tamás

A TV1, a Kamra és a "Péntek 13" produceri iroda közös produkciója. Rendezte: Bereményi Géza.
Készítették:
- Buzás Mária, Jordán Péter, Király Ernő, Klötzl Géza, Koltai Tamás, Szalai Z. László, Szolnoki András

A televízió munkatársai:
- Szalai Z. László operatőr,
- Buzás Mária rendező

Kiadja: MTV Televideo Kiadó